# Ragna Crimson
Ragna Crimson (ラグナクリムゾン?, Raguna Kurimuzon) è un manga scritto e disegnato da Daiki Kobayashi, serializzato sulla rivista Monthly Gangan Joker di Square Enix a partire dal 22 marzo 2017. Il primo volume tankōbon è uscito il 21 ottobre 2017 in Giappone. Al 21 gennaio 2025 sono stati pubblicati quindici volumi.
Un adattamento anime prodotto da Silver Link è stato trasmesso dal 30 settembre 2023 al 30 marzo 2024.

## Trama
In un mondo in cui i draghi sono la più grande calamità che l'umanità deve affrontare, esiste una potente gilda di cacciatori specializzata nella loro uccisione. Ragna è l'assistente e amico di Leonica, che è una delle più abili cacciatrici di draghi. Tra i due c'è un profondo legame, e per proteggerla e sconfiggere più bestie possibili, pur non avendo talento come cacciadraghi, Ragna è disposto a tutto. All'improvviso ha un sogno premonitore un cui Leo sarebbe rimasta uccisa in un attacco dei draghi, e quando questo accade gli appare davanti la sua versione del futuro: questi è riuscito a diventare più forte di chiunque altro ma ormai non gli è rimasto più nulla da proteggere, motivo per cui Ragna gli chiede di trasferire la sua forza a lui, grazie alla quale riesce a sconfiggere i draghi e a salvare Leo. Determinato a impedire che il futuro a cui ha assistito non si avveri, nel suo vagare Ragna salva una ragazzina indifesa di nome Elisa, la cui vera identità è Crimson, un drago che, tuttavia, ha l'obiettivo di distruggere tutti loro, incluso sé stesso. Ha così inizio il loro viaggio per vendicarsi ed eradicare la minaccia una volta per tutte.

## Media

### Manga
Ragna Crimson, scritto e disegnato da Daiki Kobayashi, viene serializzato dal 22 marzo 2017 sulla rivista Monthly Gangan Joker edita da Square Enix. I capitoli vengono raccolti in volumi tankōbon dal 21 ottobre 2017. Al 21 gennaio 2025 sono stati pubblicati quindici volumi. Nel marzo 2022, è stato annunciato tramite il decimo volume che l'arco narrativo della Stirpe degli Alati sarebbe terminato con l'undicesimo volume.
Nel Nord America la serie è stata pubblicata dalla divisione americana Square Enix Manga and Books. In Italia i diritti della serie sono stati concessi a Planet Manga, che ha cominciato a pubblicarla dal 7 maggio 2020. La traduzione dei testi è curata da Edoardo Serino.

#### Volumi
| 1  | 21 ottobre 2017 | ISBN 978-4-7575-5506-8 | 7 maggio 2020     | ISBN 978-88-912-9336-7 |
| 1  | Capitoli - 1. Nasce il mietitore di draghi (死神が生まれた日?, Shinigami ga umaretahi) - 2. Separazioni e incontri (別離と邂逅?, Betsuri to kaigō) - 3. L'inizio dell'avventura (物語の始まり?, Monogatari no hajimari) |                        |                   |                        |
| 2  | 22 dicembre 2017 | ISBN 978-4-7575-5558-7 | 25 giugno 2020    | ISBN 978-88-912-9446-3 |
| 2  | Capitoli - 4. Una notte agitata (煽動の夜?, Sendō no yoru) - 5. Zanne affilate (牙研ぐ昼?, Kiba togu hiru) - 6. L'alba decisiva (決行の朝?, Kekkō no asa) - 7. I veri cacciatori (狩竜人?, Kari ryūto) - 8. Le ali del tempo (時の翼?, Toki no tsubasa) |                        |                   |                        |
| 3  | 21 luglio 2018 | ISBN 978-4-7575-5790-1 | 17 settembre 2020 | ISBN 978-88-912-9546-0 |
| 3  | Capitoli - 9. Ricordi del futuro (未来回想?, Mirai kaisō) - 10. Ritrovarsi nella capitale reale (王都再会?, Ōto saikai) - 11. Ritrovarsi nella capitale reale II (王都再会 Ⅱ?, Ōto saikai Ⅱ) - 12. L'inizio delle ostilità (火蓋 切れる?, Hibuta kireru) - 13. Le ali del tempo II (時の翼 Ⅱ?, Toki no tsubasa Ⅱ) - Bonus. Lontano dalla battaglia (戦火の外れにて (前編)?, Senka no hazure nite (zenpen)) - Bonus. Lontano dalla battaglia II (戦火の外れにて (後編)?, Senka no hazure nite (kōhen))                                                                                              |                        |                   |                        |
| 4  | 22 gennaio 2019 | ISBN 978-4-7575-5981-3 | 19 novembre 2020  | ISBN 978-88-912-9663-4 |
| 4  | Capitoli - 14. Ricordi del futuro II (未来回想 Ⅱ?, Mirai kaisō Ⅱ) - 15. L'incarnazione della morte (死の化身?, Shi no keshin) - 16. Attacco critico (痛撃?, Tsūgeki) - 17. La Principessa d'Argento (銀器姫?, Ginki hime) - 18. First love (ファーストラブ?, Fāsuto Rabu) |                        |                   |                        |
| 5  | 22 luglio 2019 | ISBN 978-4-7575-6180-9 | 11 febbraio 2021  | ISBN 978-88-912-9771-6 |
| 5  | Capitoli - 19. Vi presento i mattacchioni dell'Armata Argentea! (銀装兵団のイカれたメンバーを紹介するぜ?, Ginsō heidan no ikareta menbā o shōkai suru ze) - 20. Il verme e la tsundere (汚物とツンデレ?, Obutsu to tsundere) - 21. Le ultime parole (今際の言葉?, Imawa no kotoba) - 22. Ciò che è successo dall'8 al 9 marzo tra le 17:20 e le 4:20 (3月8日17時20分～3月9日4時20分?, 3-tsuki 8-nichi 17-ji 20-bu ~ 3-tsuki 9-nichi 4-ji 20-bu) - 23. Fare di tutto per alzare e abbassare il sipario nello stesso momento (開幕と同時に幕を下ろす勢いで?, Kaimaku to dōjini makuwoorosu ikioi de) |                        |                   |                        |
| 6  | 22 gennaio 2020 | ISBN 978-4-7575-6475-6 | 11 marzo 2021     | ISBN 978-88-912-9862-1 |
| 6  | Capitoli - 24. La stirpe si riunisce (血族会議?, Ketsuzoku kaigi) - 25. Il guerriero senza talento (才無き武?, Sai naki bu) - 26. La squadra aerea dei tiratori (空中機動銃士隊?, Kūchū kidō jūshitai) - 27. Un guerriero eccezionale... Anzi, un buon combattente! (常識の範疇に落ちた強者?, Jōshiki no hanchū ni ochita tsuwamono) - 28. Il protagonista sul campo di battaglia (戦場の主役?, Senjō no shuyaku) - 29. I draghi maturi (成竜?, Nari ryū) - 30. Guida strategica contro l'abilità di fermare il tempo (時間停止能力攻略講座?, Jikanteido nōryoku kōryaku kōza)                     |                        |                   |                        |
| 7  | 21 luglio 2020 | ISBN 978-4-7575-6756-6 | 20 maggio 2021    | ISBN 978-88-912-9942-0 |
| 7  | Capitoli - 31. XIII rango contro mago (13位階VS.魔法士?, 13 ikai VS. mahō-shi) - 32. La caduta del fronte (戦線崩壊?, Sensen hōkai) - 33. Lo stesso odore (同類の匂い?, Dōrui no nioi) - 34. Storia senza senso (クソ回?, Kuso kai) - 35. Attacco improvviso (急襲?, Kyūshū) - 36. Veleno (毒?, Doku) |                        |                   |                        |
| 8  | 22 gennaio 2021 | ISBN 978-4-7575-7041-2 | 30 settembre 2021 | ISBN 978-88-287-6175-4 |
| 8  | Capitoli - 37. Oh, caro fratello d'armi (prima parte) (戦友よ (前編)?, Sen'yū yo (zenpen)) - 38. Oh, caro fratello d'armi (seconda parte) (戦友よ (後編)?, Sen'yū yo (kōhen)) - 39. Grazie (ありがとう?, Arigatō) - 40. Battaglia mortale in 9 secondi (9秒の死闘?, 9-byō no shitō) - 41. La sconfitta e poi... (敗戦、そして――Haisen, soshite ――?) |                        |                   |                        |
| 9  | 20 agosto 2021 | ISBN 978-4-7575-7428-1 | 31 marzo 2022     | ISBN 978-88-287-6591-2 |
| 9  | Capitoli - 42. La Santa del Tempo (時の聖女?, Toki no seijo) - 43. Il motivo per cui non si può morire (死なない理由?, Shinanai riyū) - 44. Il motivo per cui combattere (戦う理由?, Tatakau riyū) - 45. Il cuore pulsante della stirpe (血族の心臓?, Ketsuzoku no shinzō) - 46. Seguire l'esempio (その背を追って?, Sono se o otte) - 47. Osservami (オレを見ていてくれ?, Ore o mite ite kure) |                        |                   |                        |
| 10 | 22 marzo 2022 | ISBN 978-4-7575-7828-9 | 22 dicembre 2022  | ISBN 978-88-287-2583-1 |
| 10 | Capitoli - 48. Parole vane (言葉はいらない?, Kotoba wa iranai) - 49. Morte (死?, Shi) - 50. Re degli Alati contro Re degli Alati (翼の王VS.翼の王?, Tsubasa no ō VS. Tsubasa no ō) - 51. L'Armata Argentea (銀装兵団?, Ginsō heidan) |                        |                   |                        |
| 11 | 22 agosto 2022 | ISBN 978-4-7575-8084-8 | 23 febbraio 2023  | ISBN 978-88-287-4212-8 |
| 11 | Capitoli - 52. Crollo (崩界?, Kuzure kai) - 53. Il dio dei fulmini (雷神?, Raijin) - 54. Luce (光?, Hikari) - 55. Ciò che è più importante (一番大事だったこと?, Ichiban daijidatta koto) - 56. Il campo di battaglia successivo (次の戦場へ?, Tsugi no senjō e) - Speciale. Simbolo |                        |                   |                        |
| 12 | 22 giugno 2023 | ISBN 978-4-7575-8621-5 | 14 dicembre 2023  | ISBN 978-88-287-4387-3 |
| 12 | Capitoli - 57. Reboot (再始動?, Saishidō) - 58. La strada che porta alla grandezza (最強へ届く道?, Saikyō e todoku michi) - 59. Maestra e allievi (新たなる師弟?, Aratanaru shitei) - 60. I cacciatori di draghi del Culto (滅竜導士?, Metsu ryūdō-shi) - 61. Gehenna R.T.A. (ゲヘナ RTA?, Gehena RTA) - 62. Posso essere io il capo? (ボスになっていいか??, Bosu ni natte ī ka?) |                        |                   |                        |
| 13 | 21 novembre 2023 | ISBN 978-4-7575-8907-0 | 13 giugno 2024    | ISBN 978-88-287-8893-5 |
| 13 | Capitoli - 63. Lo stato del mondo (世界情勢?, Sekai jōsei) - 64. La mia maestra non può essere una ragazzetta del genere (オレの師匠がこんな女児なわけがない?, Ore no shishō ga kon'na jojina wake ga nai) - 65. La santa dei dragoni (竜の聖女?, Ryū no seijo) - 66. Amore familiare (家族への愛?, Kazoku e no ai) - 66.5. Disciplina (しつけ?, Shitsuke) - 67. Primo passo (発足?, Hossoku) - 68. Trappola (罠?, Wana) |                        |                   |                        |
| 14 | 20 giugno 2024 | ISBN 978-4-7575-9264-3 | 21 novembre 2024  | ISBN 979-12-21902-22-8 |
| 14 | Capitoli - 69. (骨と肉 (前編) ?, Hone to niku (zenpen)) - 70. (骨と肉 (後編) ?, Hone to niku (kōhen)) - 71. (機竜 (前編) ?, Kiryū (zenpen)) - 72. (機竜 (後編) ?, Kiryū (kōhen)) - 73. (肉体･記憶を伴う意識･魂 ?, Nikutai kioku o tomonau ishiki tamashī) |                        |                   |                        |
| 15 | 21 gennaio 2025 | ISBN 978-4-7575-9622-1 | 26 giugno 2025    | ISBN 979-12-21920-61-1 |
| 15 | Capitoli - 74. (半世紀?, Hankiseiki) - 75. (操気術?, Sōkijutsu) - 76. (神の試練?, Kami no shiren) - 77. (ゲヘナの民?, Gehena no min) - 78. (大群竜?, Taigun ryū) - 79. (流星?, Ryūsei) |                        |                   |                        |

##### Capitoli non ancora in formatotankōbon
Questa lista è suscettibile di variazioni e potrebbe essere incompleta o non aggiornata.

- 80.  (銀気鎧?, Gin ki yoroi)
- 81.  (月爪竜?, Tsuki tsume ryū)
- 82.  (咆哮の魔法士?, Hōkō no mahōshi)
- 83.  (虹の聖女?, Niji no seijo)
- 84.  (詰みの一手?, Tsumi no itte)
- 85.  (ブラフ?, Burafu)

### Anime
Un adattamento anime è stato annunciato da Square Enix il 19 marzo 2022. È prodotto da Silver Link, diretto da Ken Takahashi, sceneggiato da Deko Akao, presenterà il character design di Shinpei Aoki e la colonna sonora composta da Kōji Fujimoto e Osamu Sasaki. La serie è stata trasmessa dal 30 settembre 2023 al 30 marzo 2024 su Tokyo MX e altre reti affiliate.
In Italia i diritti della serie sono stati acquistati da Yamato Video che l'ha pubblicata in simulcast sul canale Anime Generation di Prime Video.

#### Episodi
| Nº | Titolo italiano Giapponese 「Kanji」 - Rōmaji                                      | In onda           | In onda |
| Nº | Titolo italiano Giapponese 「Kanji」 - Rōmaji                                      | Giapponese        |         |
| 1  | Il giorno in cui nacque il mietitore 「死神が生まれた日」 - Shinigami ga umaretahi | 30 settembre 2023 |         |
| 2  | L'inizio della storia 「物語の始まり」 - Monogatari no hajimari                    | 7 ottobre 2023    |         |
| 3  | Istigazione 「煽動」 - Sendō                                                       | 14 ottobre 2023   |         |
| 4  | L'esecuzione del piano 「決行」 - Kekkō                                            | 21 ottobre 2023   |         |
| 5  | Alati 「翼」 - Tsubasa                                                             | 28 ottobre 2023   |         |
| 6  | Riunione 「再会」 - Saikai                                                         | 4 novembre 2023   |         |
| 7  | Pretesto e rimorso 「作為と呵責」 - Sakui to kashaku                               | 11 novembre 2023  |         |
| 8  | Un duro colpo 「痛撃」 - Tsūgeki                                                   | 18 novembre 2023  |         |
| 9  | Negoziazione ed essenza 「折衝と本質」 - Sesshō to honshitsu                       | 25 novembre 2023  |         |
| 10 | Interessi e lotta comune 「利害と共闘」 - Rigai to kyōtō                           | 2 dicembre 2023   |         |
| 11 | Strategia e comprensione 「作戦と認識」 - Sakusen to ninshiki                      | 9 dicembre 2023   |         |
| 12 | Volontà e determinazione 「意志と覚悟」 - Ishi to kakugo                           | 16 dicembre 2023  |         |
| 13 | La stella del campo di battaglia 「戦場の主役」 - Senjō no shuyaku                 | 13 gennaio 2024   |         |
| 14 | Impazienza e cautela 「焦りと警戒」 - Aseri to keikai                              | 20 gennaio 2024   |         |
| 15 | Il risveglio del potere latente 「潜在する覚醒」 - Senzai suru kakusei             | 27 gennaio 2024   |         |
| 16 | Volontà di opporsi 「抗う意思」 - Aragau ishi                                      | 3 febbraio 2024   |         |
| 17 | Amico 「戦友」 - Sen'yū                                                            | 10 febbraio 2024  |         |
| 18 | Al termine dello scontro mortale 「死闘の果て」 - Shitō no hate                    | 17 febbraio 2024  |         |
| 19 | La ragione per combattere 「戦う理由」 - Tatakau riyū                              | 24 febbraio 2024  |         |
| 20 | Osservami 「オレを見ていてくれ」 - Ore o mite ite kure                             | 2 marzo 2024      |         |
| 21 | Non servono parole 「言葉はいらない」 - Kotoba ha iranai                           | 9 marzo 2024      |         |
| 22 | Monarca degli Alati 「翼の王」 - Tsubasa no ō                                      | 16 marzo 2024     |         |
| 23 | Il dio tonante 「雷神」 - Raijin                                                   | 23 marzo 2024     |         |
| 24 | Luce 「光」 - Hikari                                                               | 30 marzo 2024     |         |